# Btooom!
Btooom! (japonsky ブトゥーム, Butúmu!, stylizováno jako BTOOOM!) je japonská seinen manga, jejímž autorem je Džunja Inoue. Mangu začalo vydávat v roce 2009 nakladatelství Šinčóša nejprve v týdeníku Šúkan Comic Bunch, později bylo vydávání mangy přesunuto do měsíčníku Gekkan Comic @ Bunch. Šinčóša ji vydávala do roku 2018. Vzniklo celkem 26 svazků mangy. V roce 2012 vyrobilo studio Madhouse stejnojmennou adaptaci v podobě dvanáctidílného animovaného seriálu. Od března 2018 je v měsíčníku Gekkan Comic @ Bunch publikována i spin-offová manga Btooom! U-18.
Příběh Btooom! pojednává o mladém hikikomori Rjótovi Sakamotovi, jenž je jedním z předních světových hráčů stejnojmenné akční online hry, avšak jednoho dne se probudí v reálné verzi hry a spolu s ostatními hráči musí bojovat o holé přežití.

## Média

### Videohra
Na konci února 2017 byla vydána mobilní hra BTOOOM!, kterou vytvořil Masato Hajaši a která se brzy nato dostala na vrchol žebříčku bezplatných herních aplikací. Navzdory počátečnímu úspěchu se hra udržela v žebříčku na pozici pěti nejlepších jen několik týdnů a v dubnu 2017 web Goboiano uvedl, že se aplikace nedostala ani do nejlepších 50. Hra byla naposledy aktualizována v červenci 2017 a nikdy nedostala anglickou verzi.